# La Cruz (periódico de Tarragona)
La Cruz fue un periódico español editado en Tarragona entre 1901 y 1936.

## Historia
Publicó su primer número el 1 de noviembre de 1901, convirtiéndose pronto en uno de los principales diarios de Tarragona. Nació bajo el subtítulo «Diario católico». Se editaba en castellano. Durante la Segunda República la publicación mantuvo una línea editorial cercana al tradicionalismo, si bien Josep M. Figueres lo adscribe al conservadurismo catalanista. El diario desapareció tras el estallido de la Guerra civil. Su último número es del 21 de julio de 1936.
Durante la contienda cuatro redactores del diario fueron asesinados, víctimas de la represión en la zona republicana.